# Chronoonkologie
Die Chronoonkologie (gr. χρόνος chrónos „Zeit“; Onkologie altgr. ὄγκος onkos „Anschwellung“ und -logie „Wissenschaft von der Entstehung, Entwicklung und Behandlung von Tumorerkrankungen“) ist das Teilgebiet der Chronobiologie, dass die zeitlichen Dispositionen und zyklischen Verhaltensmuster der Entstehung, Entwicklung und Behandlung von Tumorerkrankungen untersucht.
Nahezu alle Lebewesen weisen endogene zyklische Prozesse auf, die, häufig synchronisiert mit exogenen Zyklen (z. B. Tag-Nacht-Zyklus), eine optimale Vitalität des jeweiligen Lebewesens ermöglichen. Auch Tumorzellen verfügen über derartige Taktgeber, die im Ergebnis der evolutionären Entwicklung auf den Überlebenserfolg des jeweiligen Tumors bestmöglich abgestimmt sind. Die Chronoonkologie untersucht diese Prozesse und die daraus resultierenden Verhaltensmuster und versucht durch darauf abgestimmte Therapiemethoden und -wirkstoffe, die Effizienz der Tumorbehandlung bei gleichzeitiger Verringerung unerwünschter Nebenwirkungen zu verbessern.

## Geschichte
Biologische Zyklen wurden schon im Altertum beobachtet. Bereits Hippokrates und Galenos haben Rhythmen in Krankheitsverläufen beschrieben, bei denen der Zahl Sieben besondere Bedeutung zugeordnet wurde.
Eine systematische Untersuchung chronozyklischer Phänomene begann im 20. Jahrhundert. Inzwischen sind grundlegende zeitliche Verhaltensmuster und deren Ursachen bekannt. Schon Ende des 19. Jahrhunderts wurde entdeckt, dass biologische Zyklen existieren, die in den meisten Fällen mit exogenen Zyklen synchronisiert sind. Mitte des 20. Jahrhunderts wurde die Genexpression biologischer Rhythmen bei Pflanzen erkannt und festgestellt, dass die endogenen Zyklen auch bei Abwesenheit von exogenen Zeitgebern nahezu unverändert fortbestehen. Jedoch verändert sich nach längeren Zeiträumen ohne Synchronisation sowohl die Periodendauer als auch die Phasenlage in Bezug auf die Tageszeit. Gegenwärtig besteht Konsens, dass endogene Oszillatoren Ursache biologischer Rhythmen sind. In den jüngsten zurückliegenden Jahren ließ sich das chronozyklische Verhalten bis auf Zellebene nachweisen.

## Chronoonkologische Diagnostik
Die chronoonkologische Diagnostik umfasst zusätzlich zu den allgemeinen Methoden der Diagnosefindung auch die Bestimmung der Tumoraktivitätsphasen. Hier wird die Erkenntnis genutzt, dass die Zellen eines Tumors ebenso endogene Oszillatoren besitzen und zyklische Verhaltensmuster zeigen wie jedes andere Lebewesen. Als Folge unterliegt die pharmakologische Suszeptibilität von Tumoren tageszeitlich evidenten Schwankungen. Sowohl die Periodendauer als auch die Phasenlage in Relation zur Tageszeit kann deutlich von den Werten der Zyklen des Wirtsorganismus (z. B. des circadianen Schlaf-Wach-Zyklus oder des ultradianen 90-minütigen Schlafzyklus des Erwachsenen) abweichen. Zur Bestimmung des Tumor-Suszeptibilitätszyklus muss sowohl die Periodendauer als auch die in Relation zur Tageszeit stehende Phasenlage ermittelt werden. Dies erfordert eine Datenakquise und Auswertung der gewonnenen Messwerte. Während für circadiane Zyklusperioden mindestens vier Messwerte z. B. der Tumoraktivitätsverteilung an einem Tag ausreichen, benötigen infra- oder ultradiane Zyklusperioden eine entsprechend höhere Zahl von Messungen gegebenenfalls über mehrere Tage (Nyquist-Shannon-Abtasttheorem).

## Chronomodulierte Therapie
Wird statt einer permanenten Medikamentierung nur in Phasen hoher Wirkstoffsuszeptibilität der Wirkstoff verabreicht (Chronopharmakologie), können geringere Dosen eine vergleichbare Wirkung bei gleichzeitiger Senkung des Risikos schädlicher Nebenwirkungen erzielen. Durch die nur temporäre Belastung des Organismus mit den Wirkstoffen ist es auch möglich, höhere Dosen als bei permanenter Medikamentengabe anzuwenden, ohne dass gesteigerte Nebenwirkungen auftreten, jedoch wird die Überlebenswahrscheinlichkeit signifikant erhöht oder der Erfolg tritt nach kürzerer Behandlungszeit ein.
Weicht die Periodendauer der lebenswichtigen Zyklen des Wirtsorganismus von den entsprechenden Werten für den Zellwachstumszyklus des Tumors nennenswert ab, dann sind Tumorzell-Wachstumszyklen und die Zyklen des Wirtsorganismus zeitlich entkoppelt (desynchronisiert). Eine zeitgesteuerte Therapie kann dann mit unter Umständen nur marginalen Einflüssen auf die lebenserhaltenden Prozesse des Wirtsorganismus wirkungsvoll angewandt werden.

## Weiterführende Literatur
- R. Kluge, H.-J. Forthund, W. Hofmann: Chronobiologische Aspekte in der Diagnostik von Prostataerkrankungen. In: J. Schuh (Hrsg.): Vorträge des Deutsch-Sowjetisches Symposium Chronobiologie-Chronomedizin, Halle/Saale. 1. bis 6. Juli 1986. (Artikelanfang frei abrufbar)
- M. Hallek, F. Levi, E. Haenc, B. Emmerich: Bedeutung der Chronopharmakologie für die Onkologie. In: Onkologie. 12, 5, 1989, S. 230–238.
- B. Lemmer: Chronopharmakologie. Tagesrhythmen und Arzneimittelwirkung. Stuttgart 2004, ISBN 3-8047-1304-1.